# Mördaren utan ansikte
Mördaren utan ansikte (franska: L'assassin habite au 21) är en fransk spänningsfilm från 1942 i regi av Henri-Georges Clouzot, med Pierre Fresnay och Suzy Delair i huvudrollerna. Den handlar om en polis och en skådespelerska som tillsammans utreder en serie mystiska mord i Paris. Filmen bygger på Stanislas-André Steemans roman Mördaren bor i nr 21 från 1939. Det var Clouzots första långfilm som regissör. Filmen blev en stor framgång både hos publik och kritiker, som lyfte fram regissörens insats som extra lyckad.

## Medverkande
- Suzy Delair som Mila Malou
- Pierre Fresnay som Wens
- Noël Roquevert som Dr. Linz
- Pierre Larquey som Colin
- Jean Tissier som Prof. Lalah Poor